# کودماهی اطلسی
کودماهی اطلسی (نام علمی: Brevoortia tyrannus) نام یک گونه از زیرخانواده شاه‌ماهی‌های گودابه است.